# Kouřový signál

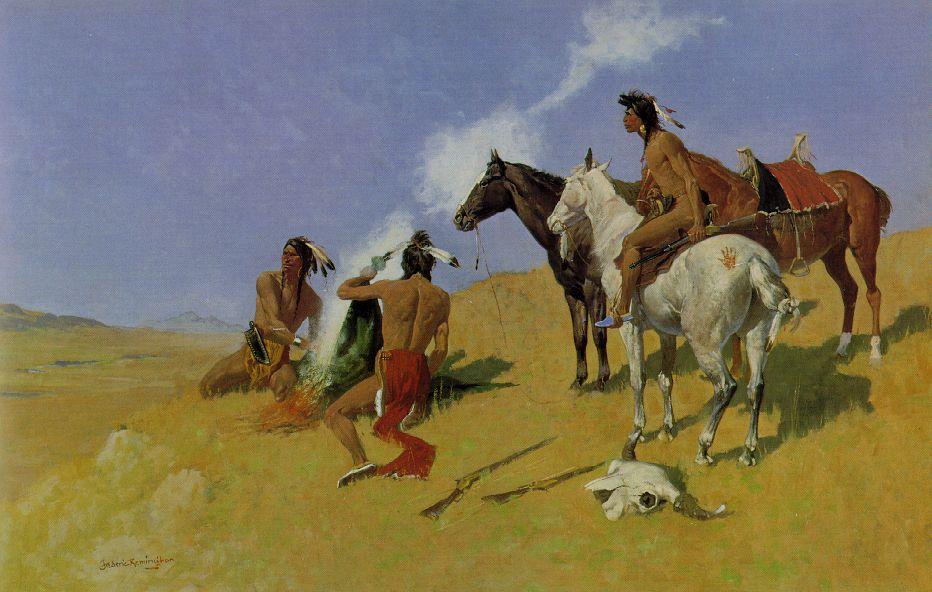
Kouřový signál

Kouřový signál je způsob vizuálního dorozumívání na dálku pomocí ohně. Význam může nést světlo ohně, barva plamenů, barva a intenzita kouře nebo jeho přerušování, popřípadě kombinace více ohňů.

## Historie
Strážní hlídky na Velké čínské zdi používaly kouřové signály k předávání zpráv o pohybu nepřátel už v 8. století př. n. l. Například v mingském období znamenal jeden kouřový signál počet 100 nepřátel, dva signály 500, tři signály přes 1000 nepřátelských bojovníků.
V Řecku ve 2. století př. n. l. Polybius použil systém pro převod znaků do signálů.

## Současnost
Kouřové signály se používají při konkláve – tradiční volbě papeže. Po každém hlasování (hlasuje se tajně) se hlasovací lístky spálí – pokud je volba neúspěšná, kouř se přísadami obarví na černo. Černý dým stoupající nad Sixtinskou kapli potom znamená, že hlasování bylo neúspěšné, pokud je volba úspěšná, přihlížející venku uvidí kouř bílý. Spolehlivost barvení a tím i přenosu informace je ale pochybná, takže poutníci a novináři často tonou v napětí.